# Trichomanes sublimbatum
Trichomanes sublimbatum là một loài thực vật có mạch trong họ Hymenophyllaceae. Loài này được Müll. Stuttg. miêu tả khoa học đầu tiên năm 1854.